# Dmitri Mamoulia
Dmitri Mamoulia (en russe : Дми́трий Гера́симович Маму́лия) (géorgien : დიმიტრი მამულია), né le 10 avril 1969 à Tbilissi, est un réalisateur russe, scénariste, théoricien de la littérature et du cinéma, auteur de poèmes et de textes philosophiques. Directeur artistique de l'École du nouveau cinéma de Moscou . Son film Un autre ciel lui a permis de se faire connaître dans le monde du cinéma. Il est professeur à l'École du nouveau cinéma de Moscou créée en 2012.

## Biographie
Dmitri Mamoulia a fait ses études à la faculté de philosophie de l'Université d'État de Tbilissi (1993), puis à la faculté de réalisation des Cours supérieurs de formation des scénaristes et réalisateurs (ateliers de Irakli Kvirikadze et Andreï Dobrovolski, en 2007).
Sa vie professionnelle commence en 1997, avec son scénario  Ce qu'Anna a et ce qu'a Vera  (Что есть у Анны и что есть у Веры) pour lequel il s'est vu décerner le premier prix d'un concours de scénaristes. Puis, durant dix ans, il s'est engagé dans des projets littéraires, publiant en russe et chez des éditeurs étrangers. Il publie ainsi le recueil l'Oiseau de l'intérieur(Птица внутри).
Alors qu'il est encore étudiant de cours de réalisation, il réalise son premier film, un court métrage intitulé Moscou. Puis, il poursuit avec Un autre ciel (Другое небо)(2010) et Choisi (Избранник)(Izbrannik) (2012),.

## Un autre ciel
C'est l'histoire d'un travailleur immigré, dénommé Ali, qui se rend à Moscou pour retrouver sa femme dont la disparition a reçu très peu d'écho dans la presse.
Pour Mamoulia, le cinéma est une forme d'art photographique. L'objectif fixe la réalité qui l'entoure, et le réalisateur ne maîtrise pas cette réalité autant que l'écrivain ou le peintre. C'est pourquoi le réalisateur doit avoir un excellent contact avec cette réalité qui se modifie tout le temps.
Olga Chakina, dans Iskoustvo Kino, estime que, dans son court métrage Moscou et dans son long métrage Un autre ciel, Mamoulia « dessine une carte de la réalité parallèle ». Sa fonction principale, à son avis, consiste toujours à tenter de « faire tomber le public de sa chaise » et d'« écorcher la peau avec n'importe quel sens ».
Dans la revue consacrée aux résultats du Kinotavr, le critique reprend Mamoulia parmi les auteurs possédant un «sens inné du cinéma» et établit un parallèle entre Un autre ciel et l'aliénation de la grande ville que l'on trouve chez Robert Bresson.
Andrei Plakhov (Kommersant) retrouve dans l'œuvre de Mamoulia des traits propres à Pier Paolo Pasolini, du fait de sa proximité avec le réalisateur italien dans la recherche de la vrai nature, dans ses «images des sphères sociales démunies, dans ce cercle de lumpenprolétariat, dans ces âmes et ces corps perdus ».
Stanislas Bitioutski (Cineticle), après avoir vu Un autre ciel, considère qu'il y a trop de strates différentes dans cette œuvre que pour pouvoir lui trouver des parallèles .
Le journaliste Andreï Arkhanguelski (Ogoniok) voit dans ce film un exemple rare de cinéma contemporain européen, avec sa forme résolument réaliste, sa structure rigide et ses connotations philosophiques. 

## Filmographie

### Réalisateur
- 2007 : Moscou
- 2010 : Un autre ciel (Другое небо, Drougoe Nébo)
- 2012 : Choisi (Избранник, Izbrannik)
- 2015 : De la mort au matin (От смерти до утра, Ot smerti do utra)
- 2019 : The Criminal Man

### Scénariste
- 2010 : Un autre ciel
- 2012 : Choisi (Избранник, Izbrannik)

## Récompense et Prix
- 2010 Kinotavr et diplôme de la Guilde des critiques de cinéma russe[10]
- 2010 Festival international de cinéma d'auteur de Batoumi — Grand Prix[11]
- 2010 45e Festival international du film de Karlovy Vary mention spéciale du jury[12] et prix du jury œucuménique.
- 2010 Festival du cinéma d'Europe de l'Est à Cottbus,Festival du film de Cottbus. Prix spécial du Jury pour les meilleurs débuts au cinéma pour  Un autre ciel , et prix FIPRESCI[13]
- 24e cérémonie des Nika : Nika de la révélation de l'année.